# 斯托夫平 (布斯克區)
50°4′33″N 24°44′51″E / 50.07583°N 24.74750°E
斯托夫平（烏克蘭語：Стовпин），是烏克蘭西部的村莊，隸屬利維夫州的佐洛奇夫區。該村始建於1450年，面積2.1平方公里，海拔高度217米，2001年人口227，人口密度每平方公里108.04人。